# Henry Petty-Fitzmaurice (6. markiz Lansdowne)
Henry William Edmund Petty-Fitzmaurice (ur. 14 stycznia 1872, zm. 5 marca 1936) – brytyjski arystokrata i polityk, syn Henry’ego Petty-Fitzmaurice’a, 5. markiza Lansdowne i Maud Hamilton, córki 1. księcia Abercorn. Odznaczony Królewskim Orderem Wiktoriańskim.

## Życiorys
Od urodzenia nosił tytuł hrabiego Kerry. Wykształcenie odebrał w Eton College i Balliol College na Uniwersytecie w Oksfordzie. Uczelnię tę ukończył w 1894 z tytułem bakałarza sztuk na kierunku historia nowożytna. Służbę wojskową odbywał początkowo w regimencie Lekkiej Piechoty Oxfordshire. W 1895 przeniósł się do Grenadierów Gwardii, gdzie trzy lata później został porucznikiem. Walczył podczas II wojny burskiej jako dodatkowy adiutant lorda Robertsa. Został wymieniony w rozkazie dziennym, a w 1900 odznaczony Distinguished Service Order. W tym samym roku przeniósł się do Gwardii Irlandzkiej, gdzie w 1905 dosłużył się stopnia majora. W tym samym roku został odznaczony Królewskim Orderem Wiktoriańskim. Rok później zrezygnował ze służby.
W latach 1907–1910 był członkiem Rady Hrabstwa Londyn. W 1908 został wybrany do Izby Gmin jako reprezentant okręgu West Derbyshire z ramienia Liberalnych Unionistów, a następnie Partii Konserwatywnej, po ich połączeniu w 1912 roku. W parlamencie zasiadał do 1918. W międzyczasie został Lordem Namiestnikiem Hrabstwa Kerry. Po wybuchu I wojny światowej powrócił do służby jako podpułkownik 3 batalionu Gwardii Irlandzkiej. Za postawę na polu bitwy został odznaczony Legią Honorową i hiszpańskim Orderem Karola III.
Po zakończeniu wojny został w 1922 senatorem Wolnego Państwa Irlandzkiego. Po śmierci ojca w 1927 odziedziczył tytuł markiza Lansdowne i zasiadł w brytyjskiej Izbie Lordów. Był członkiem Towarzystwa Antyków. Zmarł 5 marca 1936. Został pochowany 10 marca w Derry Hill Church w Chippenham w hrabstwie Wiltshire.

### Małżeństwo
16 lutego 1904 w Marylebone poślubił Elizabeth Caroline Hope (4 marca 1885 – 25 marca 1964), córkę sir Edwarda Hope’a i Constance Leslie, córki sir Johna Lesliego, 1. baroneta. Henry i Elizabeth mieli razem trzech synów i dwie córki:
- Katherine Evelyn Constance Petty-Fitzmaurice (22 czerwca 1912 – 1995), żona Edwarda Bighama, 3. wicehrabiego Mersey, miała dzieci
- Henry Maurice John Petty-Fitzmaurice (7 października 1913 – 12 września 1933), hrabia Kerry
- Charles Hope Petty-Fitzmaurice (9 stycznia 1917 – 20 sierpnia 1944), 7. markiz Lansdowne
- Edward Norman Petty-Fitzmaurice (28 lipca 1922 – 11 sierpnia 1944), porucznik Gwardii Irlandzkiej, zginął w Normandii
- Elizabeth Mary Petty-Fitzmaurice (ur. 16 marca 1927), żona majora Charlesa Lambtona